# 그린버거-혼-차일링거 상태
물리학의 양자 정보 이론 분야에서 그린버거-혼-차일링거 상태(영어: Greenberger–Horne–Zeilinger state, GHZ state)는 최소 세 개의 하위 시스템([[입자] 상태, 큐비트, 또는 큐디트)을 포함하는 얽힌 양자 상태이다. 이 상태를 처음 기술한 세 저자의 이름을 따서 명명된 GHZ 상태는 모든 고전적인 국소적 숨은 변수 이론의 예측과 직접적으로 모순되는 실험 결과를 예측한다. 이 상태는 양자 컴퓨팅에 응용된다.

## 역사
4-입자 버전은 1989년 대니얼 그린버거, 마이클 혼 및 안톤 차일링거에 의해 처음 연구되었다. 다음 해 애브너 시모니가 합류하여 데이비드 머민의 제안을 바탕으로 3-입자 버전을 발표했다. 이러한 상태에 대한 실험 측정은 국소성과 인과율에 대한 직관적인 개념과 모순된다. 많은 수의 큐비트에 대한 GHZ 상태는 다른 큐비트 중첩 상태에 비해 계측 성능을 향상시키는 것으로 이론화되었다.

## 정의
GHZ 상태는 3개의 큐비트에 대한 얽힌 양자 상태이며 다음과 같이 쓸 수 있다:
{\displaystyle |\mathrm {GHZ} \rangle ={\frac {|000\rangle +|111\rangle }{\sqrt {2}}}.}
여기서 큐비트의 0 또는 1 값은 두 물리적 상태에 해당한다. 예를 들어, 두 상태는 물리적 축을 따라 스핀 다운 및 스핀 업에 해당할 수 있다. 물리학 응용에서 상태는 다음과 같이 쓸 수 있다:
{\displaystyle |\mathrm {GHZ} \rangle ={\frac {|1,1,1\rangle +|-1,-1,-1\rangle }{\sqrt {2}}}.}
여기서 상태의 번호 매기기는 스핀 고유값을 나타낸다.
GHZ 상태의 또 다른 예는 얽힌 상태에 있는 세 개의 광자이며, 좌표계에 대해 모든 수평 편광 (HHH) 또는 모든 수직 편광 (VVV)의 중첩 상태에 있다. GHZ 상태는 브라-켓 표기법으로 다음과 같이 쓸 수 있다:
{\displaystyle |\mathrm {GHZ} \rangle ={\frac {1}{\sqrt {2}}}(|\mathrm {HHH} \rangle +|\mathrm {VVV} \rangle ).}
측정 이전에 광자들의 편광은 불확정하다. 두 채널 편광자를 사용하여 광자 중 하나에 대해 좌표계 축에 정렬된 측정을 수행하면 각 방향이 50% 확률로 관찰된다. 그러나 상태에 대한 세 가지 측정 결과 모두 동일한 결과를 제공한다: 세 편광 모두 동일한 축을 따라 관찰된다.

### 일반화
일반화된 GHZ 상태는 M > 2 하위 시스템의 얽힌 양자 상태이다. 각 시스템이 {\displaystyle d} 차원을 가지고, 즉 국소 힐베르트 공간이 {\displaystyle \mathbb {C} ^{d}}와 동형인 경우, {\displaystyle M}-부분 시스템의 전체 힐베르트 공간은 {\displaystyle {\mathcal {H}}_{\rm {tot}}=(\mathbb {C} ^{d})^{\otimes M}}이다. 이 GHZ 상태는 {\displaystyle M}-부분 큐디트 GHZ 상태라고도 불린다.
텐서곱 형식의 공식은 다음과 같다:
{\displaystyle |\mathrm {GHZ} \rangle ={\frac {1}{\sqrt {d}}}\sum _{i=0}^{d-1}|i\rangle \otimes \cdots \otimes |i\rangle ={\frac {1}{\sqrt {d}}}(|0\rangle \otimes \cdots \otimes |0\rangle +\cdots +|d-1\rangle \otimes \cdots \otimes |d-1\rangle )}.
각 하위 시스템이 2차원인 경우, 즉 M 큐비트의 집합인 경우, 다음과 같이 읽힌다:
{\displaystyle |\mathrm {GHZ} \rangle ={\frac {|0\rangle ^{\otimes M}+|1\rangle ^{\otimes M}}{\sqrt {2}}}.}

## GHZ 실험
양자 컴퓨팅 언어에서 각 광자의 편광 상태는 큐비트이며, 이 큐비트의 기저는 다음과 같이 선택할 수 있다:
{\displaystyle |0\rangle \equiv |\mathrm {H} \rangle ,\qquad |1\rangle \equiv |\mathrm {V} \rangle .}
{\displaystyle |\mathrm {H} \rangle } 및 {\displaystyle |\mathrm {V} \rangle }에 대해 적절히 선택된 위상 요소를 사용하면 실험에 사용된 두 가지 유형의 측정 모두 파울리 측정이 되며, 두 가지 가능한 결과는 각각 +1 및 −1로 나타낸다:
- 45° 선형 편광자는 파울리 {\displaystyle X} 측정을 구현하며, 다음과 같은 고유 상태를 구별한다:

{\displaystyle |{+X}\rangle \equiv |+\rangle ={\frac {1}{\sqrt {2}}}(|\mathrm {H} \rangle +|\mathrm {V} \rangle ),\qquad |{-X}\rangle \equiv |-\rangle ={\frac {1}{\sqrt {2}}}(|\mathrm {H} \rangle -|\mathrm {V} \rangle ).}
- 원형 편광자는 파울리 {\displaystyle Y} 측정을 구현하며, 다음과 같은 고유 상태를 구별한다:

{\displaystyle |{+Y}\rangle \equiv |R\rangle ={\frac {1}{\sqrt {2}}}(|\mathrm {H} \rangle +i|\mathrm {V} \rangle ),\qquad |{-Y}\rangle \equiv |L\rangle ={\frac {1}{\sqrt {2}}}(|\mathrm {H} \rangle -i|\mathrm {V} \rangle ).}
세 큐비트 각각에 대한 이러한 측정의 조합은 파괴적인 다중 큐비트 파울리 측정으로 간주될 수 있으며, 그 결과는 각 단일 큐비트 파울리 측정의 곱이다. 예를 들어, "광자 1 및 2에 원형 편광자, 광자 3에 45° 선형 편광자" 조합은 {\displaystyle Y_{1}Y_{2}X_{3}} 측정에 해당하며, 네 가지 가능한 결과 조합 (RL+, LR+, RR−, LL−)은 전체 결과가 -1에 해당하는 조합과 정확히 일치한다.
GHZ 실험의 양자 역학적 예측은 다음과 같이 요약될 수 있다:
{\displaystyle \langle \mathrm {GHZ} |Y_{1}Y_{2}X_{3}|\mathrm {GHZ} \rangle =\langle \mathrm {GHZ} |Y_{1}X_{2}Y_{3}|\mathrm {GHZ} \rangle =\langle \mathrm {GHZ} |X_{1}Y_{2}Y_{3}|\mathrm {GHZ} \rangle =-1,}
{\displaystyle \langle \mathrm {GHZ} |X_{1}X_{2}X_{3}|\mathrm {GHZ} \rangle =+1,}
이는 양자 역학에서 일관성이 있다. 왜냐하면 이 모든 다중 큐비트 파울리 연산자는 서로 교환 가능하고,
{\displaystyle Y_{1}Y_{2}X_{3}\cdot Y_{1}X_{2}Y_{3}\cdot X_{1}Y_{2}Y_{3}\cdot X_{1}X_{2}X_{3}=-1}
는 {\displaystyle X}와 {\displaystyle Y} 사이의 반교환성 때문이다.
이러한 결과는 모든 국소적 숨은 변수 이론에서 모순을 야기한다. 국소적 숨은 변수 이론에서는 각 측정이 숨은 변수에 의해 결정되는 확정적인 (고전적인) 값 {\displaystyle x_{i},y_{i}=\pm 1}을 가져야 하기 때문이다.
{\displaystyle y_{1}y_{2}x_{3}\cdot y_{1}x_{2}y_{3}\cdot x_{1}y_{2}y_{3}\cdot x_{1}x_{2}x_{3}=x_{1}^{2}x_{2}^{2}x_{3}^{2}y_{1}^{2}y_{2}^{2}y_{3}^{2}}
은 +1이 되어야 하며, -1이 되어서는 안 된다.
실제 실험 결과는 국소적 실재론의 예측이 아니라 양자 역학의 예측과 일치한다.

## 특성
서로 변환될 수 없는 다른 유형의 다중 부분 얽힘이 존재하기 때문에 다중 부분 얽힘에 대한 표준적인 측정은 없다. 그럼에도 불구하고 많은 측정들은 GHZ 상태를 최대 얽힘 상태로 정의한다.
GHZ 상태의 또 다른 중요한 특성은 세 시스템 중 하나에 대해 부분 대각합을 취하면 다음과 같은 결과가 나온다는 것이다.
{\displaystyle \operatorname {Tr} _{3}\left[\left({\frac {|000\rangle +|111\rangle }{\sqrt {2}}}\right)\left({\frac {\langle 000|+\langle 111|}{\sqrt {2}}}\right)\right]={\frac {(|00\rangle \langle 00|+|11\rangle \langle 11|)}{2}},}
이는 얽히지 않은 혼합 상태이다. 이는 특정 이입자(큐비트) 상관 관계를 가지지만, 이들은 고전적인 본질을 지닌다. 반면에 우리가 하위 시스템 중 하나를 0과 1 상태를 구별하는 방식으로 측정한다면, 우리는 얽히지 않은 순수 상태인 {\displaystyle |00\rangle } 또는 {\displaystyle |11\rangle } 중 하나를 남길 것이다. 이것은 하위 시스템 중 하나를 측정하더라도 이분할 얽힘을 남기는 W 상태와는 다르다.
{\displaystyle N}개 당사자들의 순수 상태 {\displaystyle |\psi \rangle }는, 당사자들을 비어 있지 않고 서로소인 두 부분 집합 {\displaystyle A}와 {\displaystyle B}로 나눌 수 있고 {\displaystyle A\cup B=\{1,\dots ,N\}}이며 {\displaystyle |\psi \rangle =|\phi \rangle _{A}\otimes |\gamma \rangle _{B}}를 만족하는 경우에 이분할 가능하다고 불린다. 즉, {\displaystyle |\psi \rangle }는 분할 {\displaystyle A|B}에 대한 곱 상태이다. GHZ 상태는 이분할 불가능하며, 3-큐비트 상태 중 국소 양자 연산으로는 서로 변환될 수 없는 (심지어 확률적으로도) 두 이분할 불가능한 클래스 중 하나를 대표하며, 다른 하나는 W 상태, {\displaystyle |\mathrm {W} \rangle =(|001\rangle +|010\rangle +|100\rangle )/{\sqrt {3}}}이다.:903
따라서 {\displaystyle |\mathrm {GHZ} \rangle }와 {\displaystyle |\mathrm {W} \rangle }는 세 개 이상의 입자에 대한 매우 다른 종류의 얽힘을 나타낸다.
W 상태는 어떤 의미에서는 GHZ 상태보다 "덜 얽혀" 있지만, 그 얽힘은 단일 입자 측정에 대해 어떤 의미에서는 더 견고하다. N-큐비트 W 상태의 경우, 단일 입자 측정 후에도 얽힌 (N-1)-큐비트 상태가 남는다. 이와 대조적으로 GHZ 상태에 대한 특정 측정은 이를 혼합 또는 순수 상태로 붕괴시킨다.
GHZ 상태에 대한 실험은 놀라운 비고전적 상관 관계(1989)를 보여준다. 이 상태로 준비된 입자들은 유명한 EPR 역설에서 소개된 "실재의 요소" 개념과의 내부적 불일치를 보여주는 벨 부등식의 한 버전을 이끌어낸다. GHZ 상관 관계의 첫 번째 실험실 관측은 안톤 차일링거 그룹(1998)에 의해 이루어졌으며, 그는 이 연구로 2022년 노벨 물리학상을 공동 수상했다. 더 정확한 관측들이 많이 이어졌다. 이러한 상관 관계는 일부 양자 정보 작업에 활용될 수 있다. 여기에는 다자간 양자 암호(1998) 및 통신 복잡성 작업(1997, 2004)이 포함된다.

## 쌍별 얽힘
세 번째 입자에 대한 GHZ 상태 측정이 두 상태를 구별하면 얽히지 않은 쌍이 되지만, 직교 방향으로 측정하면 최대 얽힘 벨 상태가 남을 수 있다. 이는 아래에서 설명된다.
3-큐비트 GHZ 상태는 다음과 같이 쓸 수 있다.
{\displaystyle |\mathrm {GHZ} \rangle ={\frac {1}{\sqrt {2}}}\left(|000\rangle +|111\rangle \right)={\frac {1}{2}}\left(|00\rangle +|11\rangle \right)\otimes |+\rangle +{\frac {1}{2}}\left(|00\rangle -|11\rangle \right)\otimes |-\rangle ,}
여기서 세 번째 입자는 X 기저에서 중첩으로 쓰여진다 (Z 기저와 달리) {\displaystyle |0\rangle =(|+\rangle +|-\rangle )/{\sqrt {2}}} 및 {\displaystyle |1\rangle =(|+\rangle -|-\rangle )/{\sqrt {2}}}로.
세 번째 입자에 대한 X 기저를 따른 GHZ 상태의 측정은 {\displaystyle |+\rangle }가 측정되면 {\displaystyle |\Phi ^{+}\rangle =(|00\rangle +|11\rangle )/{\sqrt {2}}}를 산출하고, {\displaystyle |-\rangle }가 측정되면 {\displaystyle |\Phi ^{-}\rangle =(|00\rangle -|11\rangle )/{\sqrt {2}}}를 산출한다. 후자의 경우, 측정 결과에 따라 위상을 Z 양자 게이트를 적용하여 회전시켜 {\displaystyle |\Phi ^{+}\rangle }를 얻을 수 있으며, 전자의 경우에는 추가적인 변환이 적용되지 않는다. 두 경우 모두, 연산의 결과는 최대 얽힘 벨 상태이다.
이 예시는 GHZ 상태의 어떤 측정이 이루어지는지에 따라 처음 보이는 것보다 더 미묘하다는 것을 보여준다: 직교 방향을 따른 측정 후 측정 결과에 의존하는 양자 변환은 최대 얽힘 상태를 남길 수 있다.

## 응용
GHZ 상태는 양자 암호(퀀텀 시크릿 쉐어링) 또는 양자 비잔틴 합의와 같은 양자 통신 및 암호화의 여러 프로토콜에 사용된다.

## 같이 보기
- 벨 부등식
- 국소적 숨은 변수 이론
- NOON 상태
- 양자 유사 텔레파시
- 디케 상태